# Лог (станция)
Лог — железнодорожная станция в селе Лог в Иловлинском районе Волгоградской области.

## Пригородные поезда
| № поезда | Маршрут движения    | № поезда | Маршрут движения    |
| -------- | ------------------- | -------- | ------------------- |
| 6491     | Волгоград — Арчеда  | 6492     | Арчеда — Волгоград  |
| 6805     | Волгоград — Урюпино | 6810     | Урюпино — Волгоград |